# Biserica „Sfântul Gheorghe” din Șerpeni
Biserica „Sf. Gheorghe” este o biserică amplasată în Șerpeni, raionul Anenii Noi, Republica Moldova. Este un monument arhitectural de importanță națională inclus în Registrul monumentelor Republicii Moldova ocrotite de stat cu nr. 146 (raionul Anenii Noi). Datează din sec. XIX.